# Sega Saturn Magazine
Sega Saturn Magazine — британский ежемесячный журнал,  посвящённый играм для игровых приставок компании Sega, который издавался в Великобритании компанией EMAP c 1994 по 1998 год.
Журнал начал своё существование под названием Official Sega Magazine в 1994 году и был официально лицензирован Sega. Изначально издание было посвящено продуктам для разных консолей компании, но уже в 1995 году стал обозревать исключительно игры для Sega Saturn и был переименован в Sega Saturn Magazine. Главным редактором журнала стал один из основателей издания Mean Machines Ричард Лидбеттер.
В 1997 годы был закрыт другой журнал о Sega издательства EMAP Mean Machines Sega и его сотрудники перешли работать в редакцию Sega Saturn Magazine. Сам же Sega Saturn Magazine прекратил своё существование в конце 1998 года. Последним выпуском журнала стал номер за ноябрь.
Журнал был сфокусирован на обзорах игр для Sega Saturn изданных исключительно в Японии, что было вызвано малым количеством игр для платформы в Великобритании и стимулировало игроков модифицировать свои приставки чтобы иметь возможность играть в импортные игры.
По мнению исследователя компьютерных игр и их влияния на современное общество Роба Галагера, «журнал позиционировал своих читателей как дискриминируемое сообщество элитных игроков несправедливо маргинализированных мейнстримом заколдованным маркетингом Sony».